# Gerard Leeu
Gerard o Gheraert Leeu, Leew, Lió, o Leonis, (entre 1445 i 1450, Gouda - 1492, Anvers) va ser un impressor holandès d'incunables.

## Obres
Leeu va imprimir el seu primer llibre (litúrgic) al maig de 1477 a la seva botiga de Gouda, on entre 1477 i 1484 va produir uns 69 llibres en total. El 1484 es va traslladar a Anvers, on va morir el 1492 a causa d'una punyalada durant una baralla amb un dels seus tipògrafs.
A més d'imprimir obres en llatí i holandès, va reimprimir algunes de les edicions de William Caxton per al mercat anglès. Es tractava de The History of Jason, The History of Paris i Vienne i The Chronicles of England .
Va publicar el Dialogus creaturarum en diverses edicions, la primera el 1480. També va imprimir una versió llatina de la llegenda de Salomó i Marcolf, titulada Collationes quod dicuntur fecisse mutu rex Solomon... et Marcolphus el 1488, a la qual va seguir el 1492 amb una traducció a l'anglès, This is the dyalogus or communyng . No és clar si la traducció a l'anglès es va fer a partir de l'holandès o del llatí, però és probable que Leeu fes la traducció al seu propi taller de l'edició llatina anterior.